# Stanislav Červek
Stnislav Červek, slovenski biolog, * 23. april 1937, Dobrovnik, † december 2023.

## Življenje in delo
Diplomiral je 1962 na ljubljanski Naravoslovni fakulteti in 1975 doktoriral na Biotehniški fakulteti v Ljubljani kjer je od 1978 tudi kot docent predaval predmet ekologija živali. V raziskovalnem delu se je posvetil raziskavam ekologije tal in vlogi talnih živali v razkrojevalnih procesih organskih ostankov na gozdnih tleh. Objavil je več strokovnih in znanstvenih tekstov.